# Metz Basket Club
El Metz Basket Club, también conocido como Unión Sainte-Marie Metz Basket, es un equipo de baloncesto francés con sede en la ciudad de Longeville-lès-Metz, que compite en la NM2, la cuarta competición de su país. Disputa sus partidos en el Gymnase Berthelot, que se encuentra en Sainte-Marie-aux-Chênes.

## Posiciones en liga
- 2011 - (NM3)
- 2012 - (5-NM2)
- 2013 - (6-NM2)
- 2014 - (10-NM2)
- 2015 - (7-NM2)
- 2016 - (6-NM2)
- 2017 - (11-NM2)
- 2018 - (6-NM2)
- 2019 - (10-NM2)
- 2020 - (8-NM2)
- 2021 - (10-NM2)
- 2022 - (2-NM2)